# São Roque de Minas (ort)
São Roque de Minas är en ort i Brasilien.   Den ligger i kommunen São Roque de Minas och delstaten Minas Gerais, i den sydöstra delen av landet, 500 km söder om huvudstaden Brasília. São Roque de Minas ligger 806 meter över havet och antalet invånare är 6 686.
Terrängen runt São Roque de Minas är platt österut, men västerut är den kuperad. Runt São Roque de Minas är det mycket glesbefolkat, med 4 invånare per kvadratkilometer.. São Roque de Minas är det största samhället i trakten.
Omgivningarna runt São Roque de Minas är huvudsakligen savann.